# Hamilton County (Kansas)
Hamilton County is een county in de Amerikaanse staat Kansas.
De county heeft een landoppervlakte van 2.581 km² en telt 2.670 inwoners (volkstelling 2000). De hoofdplaats is Syracuse.

## Foto's

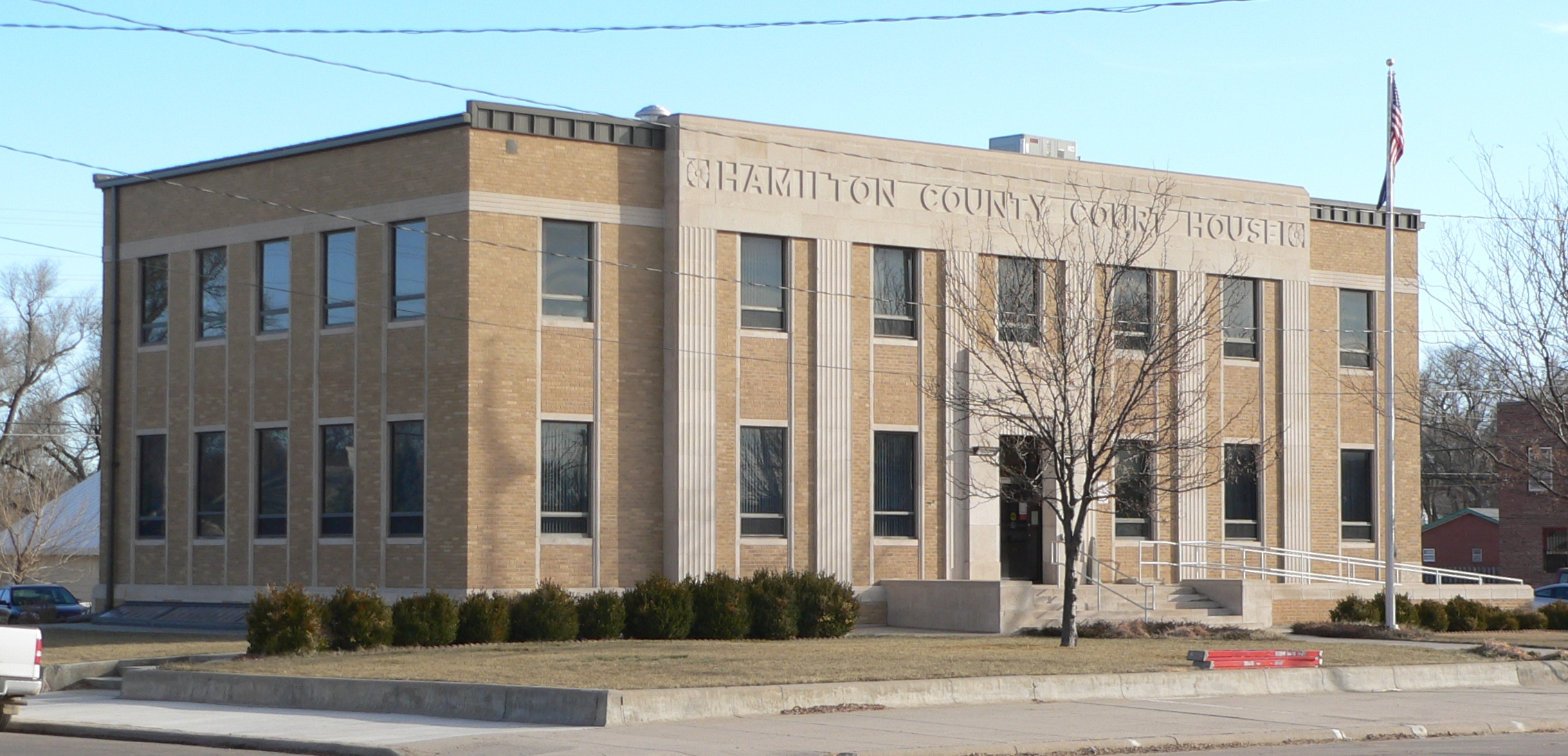
Rechtbank
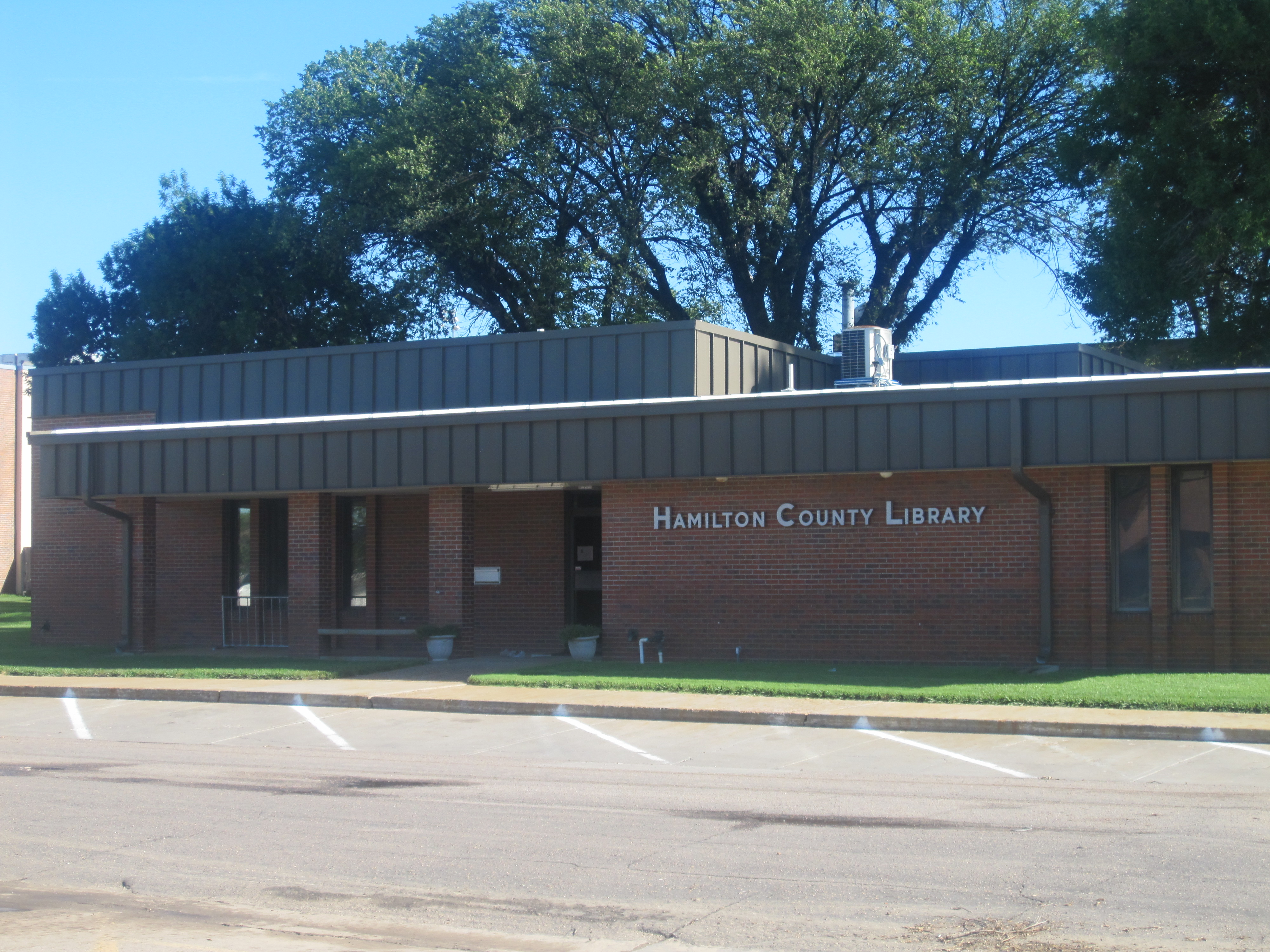
Bibliotheek